# はげ山

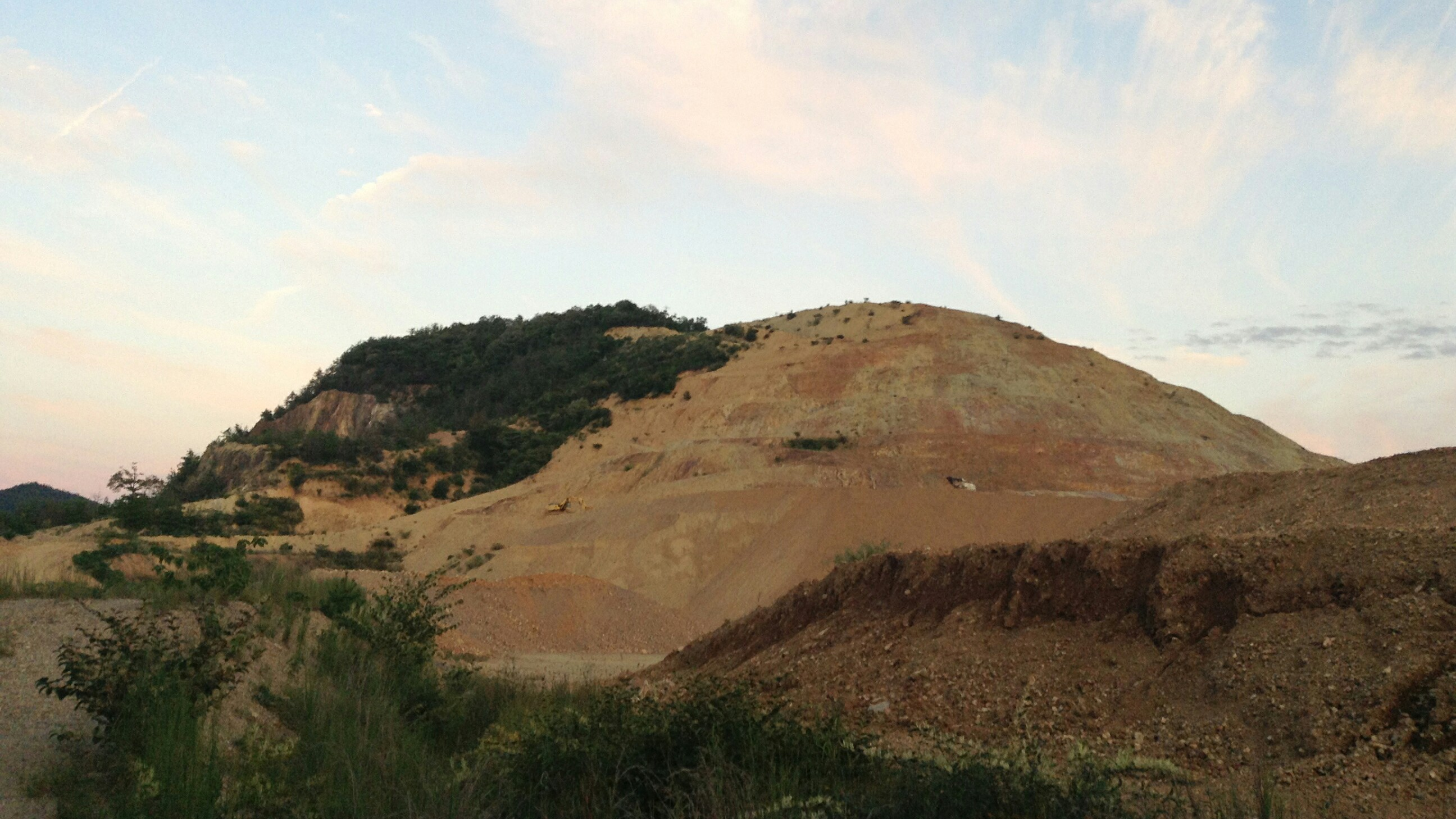
採土により半分はげ山となった各務山（岐阜県）

はげ山（はげやま）とは、草木が生育していない山。漢字では禿山、禿げ山と書く。また兀山（こつざん）ともいう。
人為的行為により植生が破壊され荒廃する場合、自然的要因で植生が失われる場合がある。

## 概要
人為的行為（伐採、野焼き、放火など）により、植生更新（植栽や天然更新、萌芽更新など）が上手くいかないと山は荒れ果て、結果として樹木が無くなってしまう。人為的ではなくとも乾燥や寒冷などの過酷な気象条件下で、樹木の生育が困難な地域にある場合にはその地上に植物群落が発達しないが、そうでなければ植物群落がその表面を覆う。日本の気象条件であれば森林で覆われるのが普通である。
毛髪で覆われていない頭を禿げというのになぞらえて、森林で覆われていない山をはげ山という。花札の「芒」を別名で「坊主」というのも、なだらかな山頂のススキ草原を禿げ頭に見立てたものである。
千葉徳爾の『はげ山の研究』は人為的行為に対する研究観点から禿げ山について著しており、禿げ山を人為的荒廃林地としている。そのため、著作中では人為的荒廃林地、自然的要因による荒廃林地に分類し自然要因によるものは禿げ山としていないが、自然と人為を対比させており、かつはげ山を人為的観点による研究ながら荒廃林地そのものを禿げ山地（同書16頁）としている。

## 防災
山は植物群落によってその表土が抑えられているため、はげ山となることで「天然のダム」と呼ばれる森林の保水能力が損なわれる。そのため特に人口密集地など高度な土地利用が行われている地域の上流部がはげ山となった場合は、台風や集中豪雨時などの土砂災害をはじめ、河川への砂礫流出による天井川（てんじょうがわ）の発生、下流での港湾埋没などにより、地域経済に深刻な影響を及ぼす。対策として、治山事業などによる植林が行われている。

## はげ山となる原因
気候的な問題などではげ山となる必然性のなさそうな山で、植生が失われる原因は以下のようなことが考えられる。

### 自然現象による原因
自然的な理由ではげ山となるには、一時的なものと永続的なものがある。
一時的なものは、何らかの理由で植生が激しく破壊された場合で、再び落ち着いた地表で遷移が進んでゆくため、当面は樹木が出現しない場合がある。
- 大規模な山火事の発生
- 広域的な気候の変化[2]
- 火山噴火の発生[2]

これに対して永続的な例は、何らかの理由で遷移の進行が阻害されている場合である。以下のような場合がある。
- 土質の問題。蛇紋岩地帯や石灰岩地帯では森林が発達しづらい例がある。カルスト地形などもその例である。鉱山のある地域でも似た例がある[2]。
- 活火山：活動のたびに表面を焼かれる上、普段から火山ガスの噴出などがあれば、植物群落の発達は期待できない。

また特別な事情がなくても、山頂部に高い木が育たない例は多い。山頂部は水不足となりがちで、かつ風当たりが強く、温度の低下も招きやすい。そのため標高が高くなくてもより高い標高に出現する植物が見られたり、低木や草原になりやすい。これを山頂効果という。また森林が生育する限界地的場所を森林限界と呼ぶ。

### 人為的な原因
人為的な理由ではげ山になる場合もある。むしろ普通に見られるのはこちらである。
- 過度な森林伐採
伐採が少数回であれば、萌芽更新などによって速やかに森林が回復するが、繰り返すと次第に退行して草原となる。かつては茅の収穫のためあえてこれを行った場合もある。
- 野焼き
上と同様である。
- 木質燃料の使用
燃料となる木材のために森林が伐採される。
- 土砂の砕石、採土
- 鉱山（炭鉱）や鉱工業の煙害など
- 放牧
草食動物による食害で遷移が止まる場合もある。野生動物は普通はそのような密度にならないため、過度の放牧による場合が多い。
- 人間による踏みつけ
登山者の特に多い有名な山では、人の踏みつけによって植生が破壊され、はげた部分がどんどん広がる例もある。場合によってはそのために山頂表土の崩壊が見られ、それを避けるために通行路を厳しく制限している例もある。

## 各国のはげ山

### 日本のはげ山
日本では、かつて生活に必要な薪、木炭等の生産を目的に森林が乱伐、放置されてできたはげ山を含む荒廃地が全国に多数存在した。
1894年、志賀泰山（東京帝国大学農科大学教授）の論文によれば、森林面積のうち木に覆われている面積は30%、残り70%は「赭山禿峰（しゃざんとくほう）」であると言及している（ただし、当時の状況から正確性には疑問が生じる余地がある）。
1944年年度には、第二次世界大戦が激化したことから決戦非常措置要綱に基づき、一般的な造林事業を含む森林治水事業は食料増産、電力の増強に直接効果がないものとして停止された。一方で、軍需用を中心とした木材や燃料の増産運動は続いたため、伐採された後に植林されないまま放置される山域が拡大し、戦後にはげ山化を助長する一端となった。
過去の具体的なはげ山の面積については、戦後の1946年から1947年にかけて行われた全国調査による数字があり、はげ山の面積は国有林7,282町歩（他に崩壊地14,874町歩、地すべり787町歩、海岸砂地11,140町歩）、民有林28,832町歩（他に崩壊地183,284町歩、地すべり20,007町歩、海岸砂地30,950町歩）が計上されている。

#### 代表的なはげ山
- 襟裳岬周辺（北海道幌泉郡えりも町）
入植に伴う森林の伐採によるはげ山化[10]
- 足尾銅山周辺（栃木県上都賀郡足尾町、現：日光市）
銅山開発に伴う労働者の集中による資材化、足尾銅山の煙害などに伴うはげ山化[11]
- 荒神山周辺（滋賀県彦根市）
住民の生活苦による樹木の乱伐。後に植林して回復。
- 田上山周辺（滋賀県大津市）
平城京建設以来の資材供給に伴うはげ山化。明治以降は治山事業による植林が行われている[12]
- 六甲山周辺（兵庫県神戸市）
神戸港開港に伴う薪炭の供給に伴うはげ山化
- 中国山地
たたら製鉄に伴う薪炭の供給に伴うはげ山化

### 朝鮮民主主義人民共和国
住民が利用できる化石燃料は限られており、燃料源として森林を伐採するため、地方では多くの山がはげ山と化している。
国連食糧農業機関は、1990年から2016年までの間に北朝鮮の山林の40%が失われたとしている。
韓国の国立山林科学院は2018年、北朝鮮の面積の73%にあたる899万ヘクタールが山林とした上で、うち32%にあたる284万ヘクタールの山林で荒廃が進んでいると発表した。

## はげ山が登場する作品
- 禿山の一夜
モデスト・ムソルグスキーが作曲した管弦楽曲。
- 平成狸合戦ぽんぽこ
1994年に公開されたスタジオジブリ制作のアニメ映画作品。作中で「のっぺら丘」と表現されている。